# Bobby Brown (cantante)
Bobby Brown, pseudonimo di Robert Barisford Brown (Boston, 5 febbraio 1969), è un cantautore, rapper, ballerino e attore statunitense.

## Biografia
Dopo aver fatto parte della boy band New Edition, Bobby Brown comincia la propria carriera da solista nel 1986, ed ebbe una serie di singoli nella top 10 nella Billboard Hot 100, che culminò con la vittoria di un Grammy Award. È stato uno dei pionieri del new jack swing, un genere musicale che fonde l'hip hop con l'R&B. Il suo secondo album Don't Be Cruel, include successi come My Prerogative. Nel 2005 Brown ha prodotto un proprio reality show, Being Bobby Brown. La serie, andata in onda per 13 episodi, è concentrata sulla vita personale di Brown nel corso di sei mesi. Nel 2008 Brown ha partecipato come concorrente anche nel reality show Gone Country. Brown ha venduto 50 milioni di dischi in tutto il mondo.

## Vita privata
Brown è stato sposato dal 1992 con la celebre cantante Whitney Houston, dalla quale ha avuto una figlia, Bobbi Kristina, nel 1993. Nel corso degli anni i problemi legati alla giustizia e all'abuso di sostanze stupefacenti hanno finito per oscurare la loro carriera musicale. Nel 2003 Brown è stato arrestato con diverse accuse, fra le quali anche i maltrattamenti alla moglie Whitney Houston. I due hanno poi divorziato nel 2006. 
All'indomani della morte di Whitney Houston, diversi giornali hanno sostenuto la responsabilità di Brown nell'entrata della Houston nel tunnel della droga. Il 26 luglio 2015, dopo 8 mesi di coma farmacologico, la figlia Bobbi Kristina Brown è morta all'età di 22 anni.

## Discografia

### Album in studio
- 1986 – King of Stage (MCA)
- 1988 – Don't Be Cruel (MCA)
- 1992 – Bobby (MCA)
- 1993 – B.Brown Posse (MCA)
- 1997 – Forever (MCA)
- 2012 - The Masterpiece (Bronx Bridge)

### Raccolte
- 1989 – Dance!...Ya Know It! (MCA)
- 2005 - 20th Century Masters: The Millennium Collection: The Best of Bobby Brown (Geffen)
- 2006 - The Definitive Collection (Geffen)
- 2009 - Gold (Geffen)
- 2013 - Icon: Bobby Bron (Geffen)

### Album di remix
- 1993 – Remixes n the Key of B (MCA)
- 1993 - Hits Remixes (MCA)
- 1995 - Two Can Play That Game (MCA)

### Singoli
- 1986 - Girlfriend
- 1987 - Girl Next Door
- 1988 - Don't Be Cruel
- 1988 - My Prerogative
- 1989 - Roni
- 1989 - Every Little Step
- 1989 - On Our Own
- 1989 - Rock Wit'cha
- 1990 - The Freestyle Mega-mix
- 1990 - Every Little Hit Mix
- 1992 - Humpin' Around
- 1992 - Good Enough
- 1993 - Get Away
- 1993 - That's the Way Love Is
- 1993 - Something in Common (con Whitney Houston)
- 1994 - Two Can Play That Game (remix)
- 1995 - Humpin' Around (remix)
- 1996 - Every Little Step (remix)
- 1997 - Feelin' Inside
- 2006 - Lying Eyes
- 2009 - Damaged
- 2011 - Get Out the Way
- 2018 - Like Bobby

Come artista ospite
- 1990 - She Ain't Worth It (Glenn Medeiros feat. Bobby Brown)
- 1991 - Stone Cold Gentleman (Ralph Tresvant feat. Bobby Brown)
- 1991 - Voices That Care (con artisti vari)
- 2002 - Thug Lovin' (con Ju Rule)
- 2006 - Beautiful (con Damian Marley)
- 2010 - Real Love (con Macy Gray)

## Filmografia

### Cinema
- Krush Groove (Krush Groove), regia di Michael Schultz (1985)
- Ghostbusters II - Acchiappafantasmi II (Ghostbusters II), regia di Ivan Reitman (1989)
- Panther (Panther), regia di Mario Van Peebles (1995)
- La linea sottile tra amore e odio (A Thin Line Between Love and Hate), regia di Martin Lawrence (1996)
- Un gioco per due (Two Can Play That Game), regia di Mark Brown (2001)
- Go for Broke (Go for Broke), regia di Jean-Claude La Marre (2002)
- Gang of Roses (Gang of Roses), regia di Jean-Claude La Marre (2003)
- Nora's Hair Salon (Nora's Hair Salon), regia di Jerry LaMothe (2004)
- Nora's Hair Salon 2: A Cut Above (Nora's Hair Salon 2: A Cut Above), regia di Jill Maxcy (2008)

### Televisione

#### Film TV
- Mother Goose Rock 'n' Rhyme (Mother Goose Rock 'n' Rhyme), regia di Jeff Stein (1990)

#### Serie TV
- Supercar (Knight Rider), episodio 4x10 (1985)
- Cedric the Entertainer Presents (Cedric the Entertainer Presents), episodio 1x16 (2003)
- Outsiders Inn (Outsiders Inn), 7 episodi (2008).